# Dicranomyia durroon
Dicranomyia durroon là một loài ruồi trong họ Limoniidae. Chúng phân bố ở miền Australasia.